# Santiago Ixcuintla
Santiago Ixcuintla là một đô thị thuộc bang Nayarit, México. Năm 2005, dân số của đô thị này là 84314 người.